# Alina (Rapperin)
Alina (* Februar 1976; eigentlich Evelyn Alina Reina) ist eine ehemalige deutsche Rapperin.

## Karriere
1997 veröffentlichte Alina ihre erste Single Nur für dich, die in den Charts bis auf Platz 36 stieg. 1998 erschienen die Singles Spieglein und Alles ist vorbei, die sich in den Charts nicht platzieren konnten. Am 15. Juni 1998 brachte sie ihr Debütalbum Da kannste mal seh’n auf den Markt, das auf Platz 96 landete. Alle diese CDs erschienen über EMI.
Da ihre Singles Spieglein und Alles ist vorbei sich nicht in den Charts behaupten konnten und da ihr Album ein Flop war, verlor sie ihren Plattenvertrag bei EMI. Sie unterschrieb bei BMG einen Plattenvertrag und veröffentlichte dort 1999 den Song Zu gut für dich. Auch dieser Titel verfehlte die Charts.
Später wechselte Alina zu Bev Music AG. Dort brachte sie Ende 1999 die Single Mit den Waffen einer Frau und Anfang 2000 die Single Kein Weg zurück heraus, die ebenfalls nicht die Charts erreichen konnten. Im Februar 2000 sollte ihr zweites Album Freunde und Feinde erscheinen. Wegen eines Rechtsstreits zwischen ihrem Plattenlabel und der Produktionsfirma ihres Musikproduzenten Markus Kissel konnte das Album nicht veröffentlicht werden. 2002 entschloss sie sich, ihre Karriere als Rapperin zu beenden.
Nach der Tätigkeit als Trade-Marketing-Managerin bei Electronic Arts arbeitet Alina heute bei Gameforge als Head of Event & Sponsoring.

## Diskografie
Alben
- 1998: Da kannste mal seh’n (EMI)

Singles
- 1997: Nur für dich (EMI)
- 1998: Spieglein (EMI)
- 1998: Alles ist vorbei (EMI)
- 1999: Zu gut für dich (BMG)
- 1999: Mit den Waffen einer Frau (Bev Music)
- 2000: Kein Weg zurück (Bev Music)